# Maison de Bourbon-Siciles
La maison de Bourbon-Siciles, et après 1816 la maison de Bourbon-Deux Siciles, est une branche italienne de la maison de Bourbon ayant régné sur les royaumes de Naples, de Sicile puis des Deux-Siciles entre 1734 et 1861. Issue de la dynastie capétienne en ligne masculine et légitime, la maison de Bourbon-Siciles a donné plusieurs souverains et souveraines aux pays de l’Europe catholique et au Brésil.

## Histoire de la maison de Bourbon-Siciles

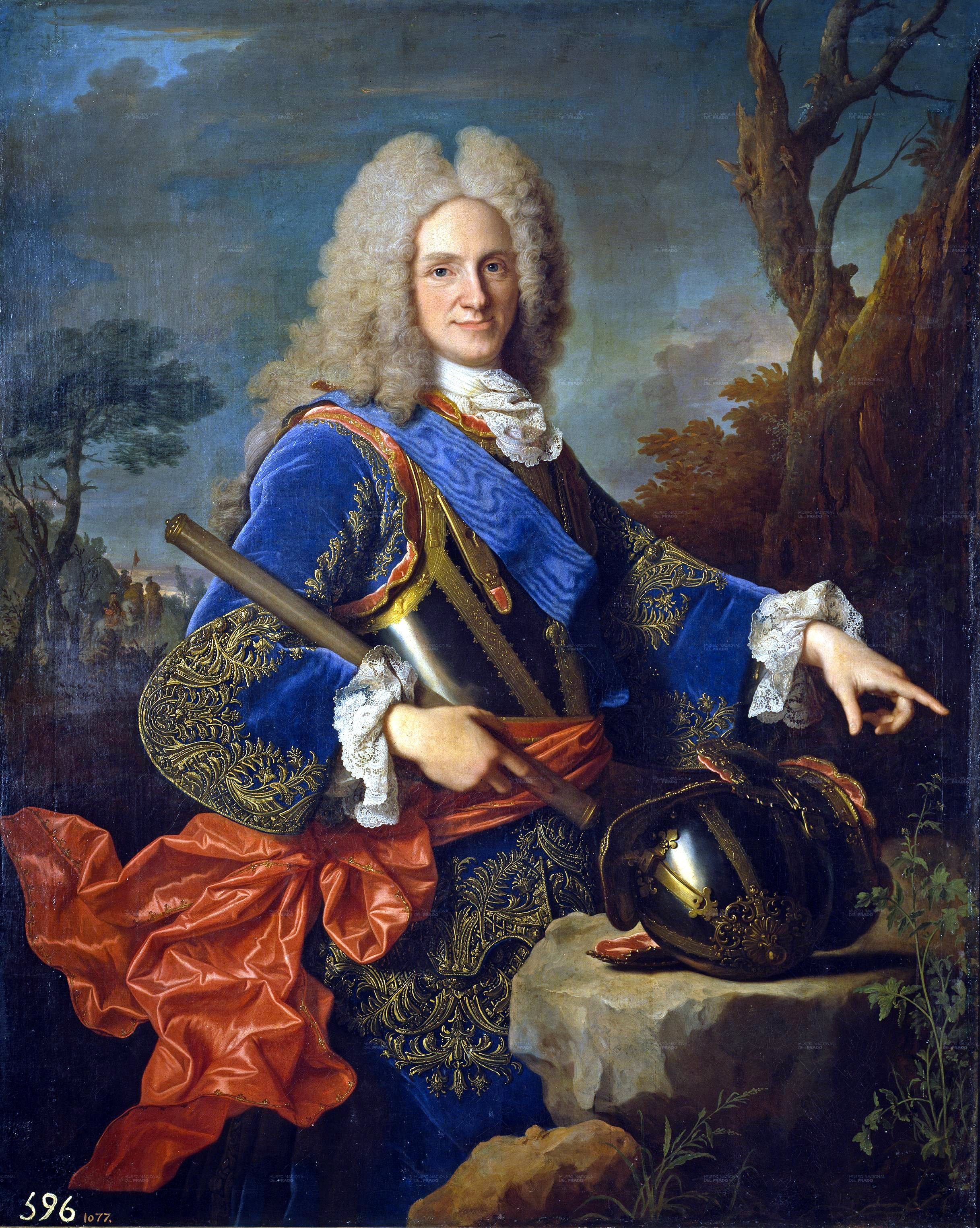
Le roi d'Espagne, ancêtre de la maison de Bourbon-Siciles et premier Bourbon à régner en Italie du Sud.

La maison de Bourbon-Siciles est issue de la branche espagnole de la maison capétienne de Bourbon. Créée par le roi Ferdinand Ier des Deux-Siciles (également connu sous les noms de Ferdinand III de Sicile et de Ferdinand IV de Naples), elle a été véritablement fondée après la réunification du royaume des Deux-Siciles, en 1816. Avant Ferdinand Ier, deux autres membres de la Maison de Bourbon ont cependant régné sur la région : les rois Philippe V d'Espagne (comme Philippe IV de Sicile et Philippe V de Naples entre 1700 et 1713) et Charles III d’Espagne (comme Charles VII entre 1734 et 1759).
La maison de Bourbon-Siciles a donné cinq souverains à l'Italie du Sud ainsi que plusieurs souveraines à l'Espagne, à l'Autriche, au Brésil, à la France ou à l'Italie du Nord. Détrônée en 1861 par l'expédition des Mille, la maison a continué à s'unir aux dynastiques catholiques par de fréquentes unions matrimoniales. De 1894 à 1934, le prince Alphonse de Bourbon-Siciles (1841-1934) revendique le titre de chef de la Maison, avec le titre de comte de Caserte, et est prétendant au trône du royaume des Deux-Siciles.
En 1901, son fils cadet, le prince Charles de Bourbon-Siciles (1870 – 1949) se marie avec l'infante María de las Mercedes (1880 – 1940), sœur aînée du roi d'Espagne Alphonse XIII. En amont, 14 novembre 1900, il signe une acte de renonciation devant notaire à Cannes. Le prince Charles a invoqué à l'appui de cette renonciation « les lois, constitutions et coutumes de famille, en application de la Pragmatique Sanction du roi Charles III » adoptée le 6 octobre 1759 qui interdit à l'héritier de la Couronne des Deux-Siciles de s'inscrire dans l'ordre dynastique de la couronne d'Espagne. À cette occasion, le prince avait délaissé le patronyme de Bourbon-Siciles pour choisir celui de Borbón y Borbón et fut fait infant d'Espagne quelques jours avant ce mariage. Cette branche de la famille, a été alors exclue définitivement (selon la branche cadette) de la succession à la couronne des Deux-Siciles. Mais la naissance du prince des Asturies, fils aîné d'Alphonse XIII en 1907, a (selon la branche aînée) rendu inutile et caduque cette renonciation.
En 1934, à la mort de Alphonse de Bourbon-Siciles, son fils aîné Ferdinand-Pie de Bourbon-Siciles (1869 – 1960) prend le titre de chef de la maison de Bourbon-Sicile. À la mort de Ferdinand-Pie de Bourbon-Siciles en 1960, le fils de Charles de Bourbon-Siciles (1870-1949), Alphonse de Bourbon-Siciles (1901-1964), duc de Calabre, prétend à son tour au titre de chef de la Maison. Son oncle, le frère cadet de son père Charles et de Ferdinand-Pie, Rénier de Bourbon-Siciles (1883-1973), duc de Castro, lui conteste alors ce titre en raison de la renonciation de 1900. Il forme alors la branche cadette, dite de Castro.
À la mort de Alphonse de Bourbon-Siciles (1901-1964), lui succède son fils Charles de Bourbon-Siciles (1938-2015), puis son fils, le prince Pierre de Bourbon-Siciles. C'est la branche aînée, dite de « de Calabre ».
À la mort de Rénier de Bourbon-Siciles (1883-1973), lui succède son fils Ferdinand de Bourbon-Siciles (1929-2008), puis son fils Charles de Bourbon-Siciles. C'est la branche cadette, dite « de Castro ».

## Chefs de la maison de Bourbon-Deux-Siciles

### Rois de Naples et de Sicile
- Charles VII / V de Naples et de Sicile (2 juin 1734 – 10 août 1759) ;
- Ferdinand IV / III de Naples et de Sicile (6 octobre 1759 – 23 janvier 1799 ; 13 juin 1799 – 30 mars 1806 ; 22 mai 1815 – 12 décembre 1816 / 6 octobre 1759 – 8 décembre 1816) ;

### Rois des Deux-Siciles

Le roi des Deux-Siciles, fondateur de la Maison.

- Ferdinand Ier des Deux-Siciles (12 décembre 1816 - 4 janvier 1825) ;
- François Ier des Deux-Siciles (4 janvier 1825 - 8 novembre 1830) ;
- Ferdinand II des Deux-Siciles (8 novembre 1830 - 22 mai 1859) ;
- François II des Deux-Siciles (22 mai 1859 - 20 mars 1861) ;

### Prétendants au trône
- François II des Deux-Siciles (20 mars 1861 - 27 décembre 1894) ;
- Alphonse de Bourbon-Siciles (27 décembre 1894 - 26 mai 1934) ;
- Ferdinand-Pie de Bourbon-Siciles (26 mai 1934 - 7 janvier 1960) ;

#### Branche cadette dite «de Castro»
- Rénier de Bourbon-Siciles (7 janvier 1960 - 13 janvier 1973) ;
- Ferdinand de Bourbon-Siciles (13 janvier 1973 - 20 mars 2008) ;
- Charles de Bourbon-Siciles (depuis le 20 mars 2008)

#### Branche ainée dite «de Calabre»
- Alphonse de Bourbon-Siciles (1901-1964) (7 janvier 1960 - 3 février 1964) ;
- Charles de Bourbon-Siciles (1938-2015) (3 février 1964 - 5 octobre 2015) ;
- Pierre de Bourbon-Siciles  (depuis le 5 octobre 2015)

## Souveraines issues de la maison de Bourbon-Deux-Siciles

### Autriche
- Marie-Thérèse de Bourbon-Naples, impératrice du Saint-Empire (1792-1806) puis d'Autriche (1804-1807) ;

### Brésil
- Thérèse-Christine de Bourbon-Siciles, impératrice du Brésil (1843-1889)

### Espagne

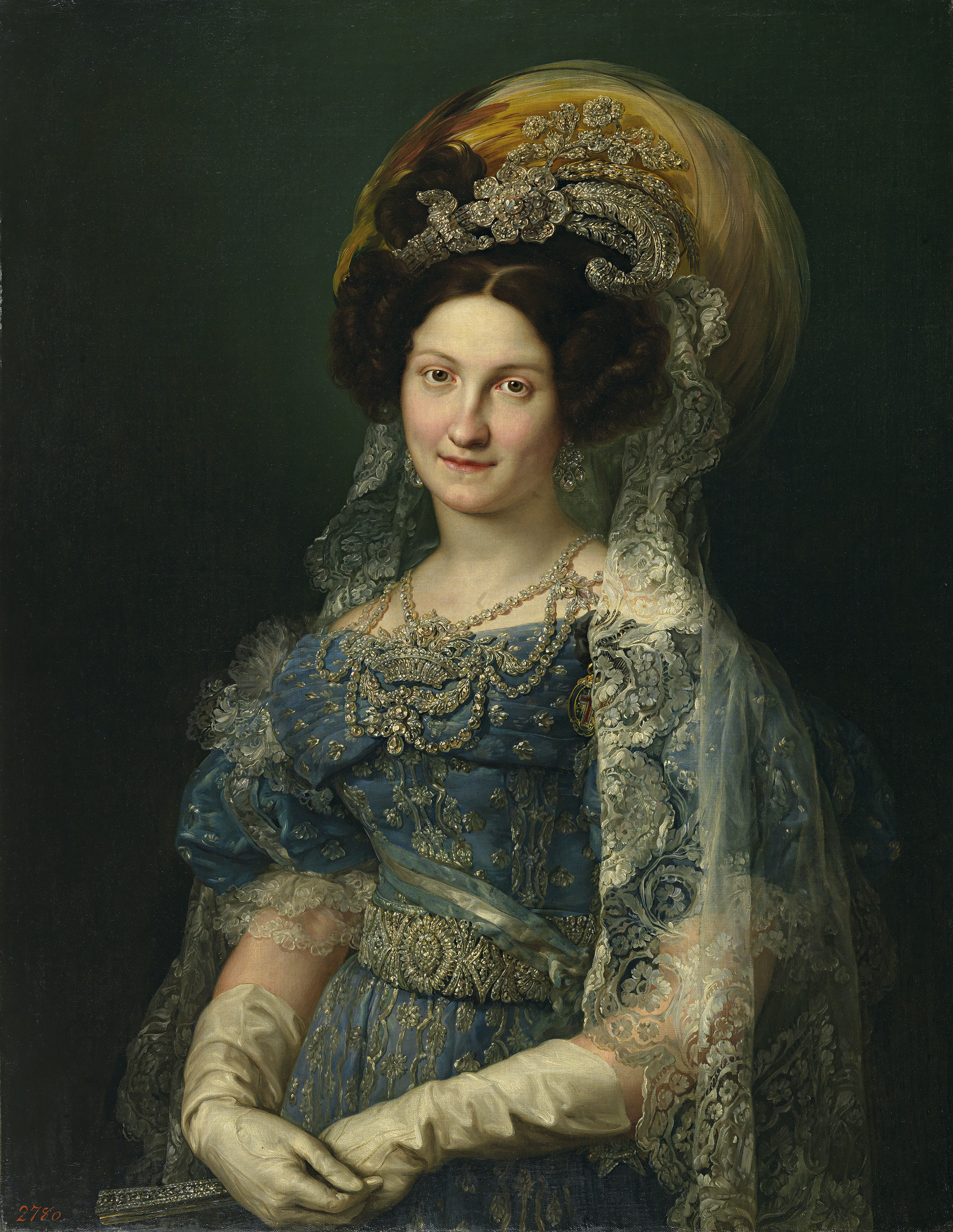
La reine-régente Marie-Christine d'Espagne.

- Marie-Antoinette de Bourbon-Naples, princesse des Asturies
- Marie-Christine de Bourbon-Siciles, reine (1829-1833) et régente (1833-1840) d'Espagne ;

### France
- Marie-Amélie de Bourbon-Siciles, reine des Français (1830-1848).

### Sardaigne
- Marie-Christine de Bourbon-Siciles, reine de Sardaigne (1821-1831) ;

### Toscane
- Louise de Bourbon-Siciles, grande-duchesse de Toscane (1790-1801) ;
- Marie-Antoinette de Bourbon-Siciles, grande-duchesse de Toscane (1834-1859) ;

## Épouses de prétendants issues de la maison

### Brésil
- Esperanza de Bourbon-Siciles, épouse de Pedro Gastão d'Orléans-Bragance ;

### Deux-Siciles
- Marie-Antoinette de Bourbon-Siciles, épouse d'Alphonse de Bourbon-Siciles ;

### Espagne
- Mercedes de Bourbon-Siciles, épouse de Juan de Bourbon ;

### Parme
- Maria Pia de Bourbon-Siciles, épouse de Robert Ier de Parme

## Autres personnalités éminentes

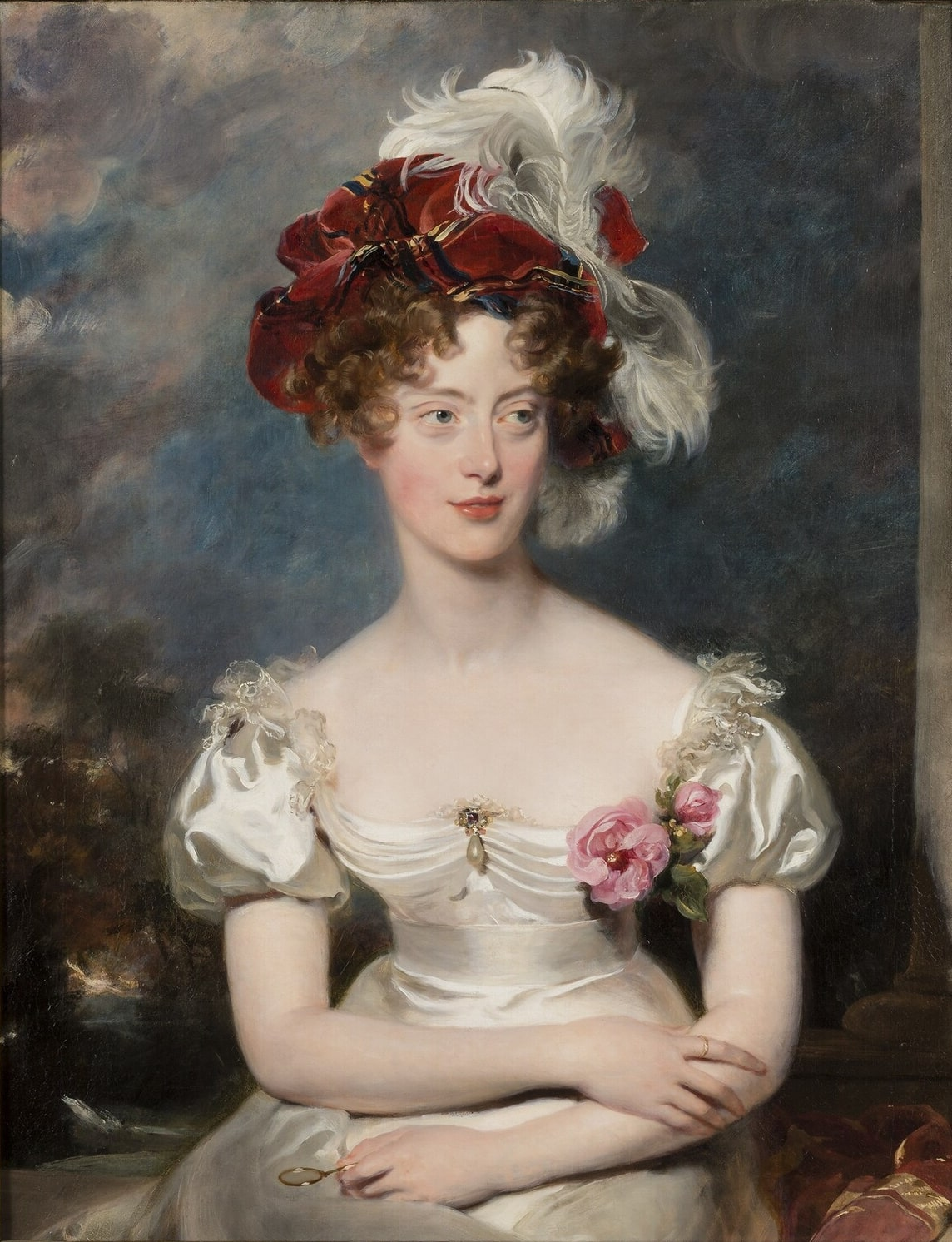
La duchesse de Berry

- Marie-Caroline de Bourbon-Siciles, duchesse de Berry ;
- Marie-Caroline de Bourbon-Siciles, duchesse d'Aumale.